# Sammy Bossut
Sammy Bossut (Tielt, 11 agosto 1985) è un calciatore belga, portiere dell'Harelbeke.

## Carriera

### Club
Dopo aver giocato con l'Ingelmunster fra seconda e terza serie belga, esordisce in massima serie nel 2006, una volta passato allo Zulte Waregem.

### Nazionale
Ha esordito con la Nazionale belga nell'amichevole Belgio-Lussemburgo (5-1) disputata il 26 maggio 2014.
Inizialmente escluso dai convocati per i Mondiali 2014, viene chiamato a seguito dell'infortunio del terzo portiere Koen Casteels.

## Palmares

### Competizioni nazionali
- Coppa del Belgio: 1

Zulte Waregem: 2016-2017